# Zawen Ałmazow
Zawen Armenakowicz Ałmazow (Ałmazian) (ros. Заве́н Армена́кович Алма́зов (Алмазя́н), ur. 1898 w Asztaraku, zm. 28 stycznia 1940) – funkcjonariusz radzieckich służb specjalnych, starszy porucznik bezpieczeństwa państwowego.

## Życiorys
W 1919 został członkiem RKP(b). 6 stycznia 1931 mianowano go pomocnikiem szefa budowy fabryki celulozy i papieru, a 16 grudnia 1933 pomocnikiem szefa Gułagu GPU, następnie NKWD. Od 4 grudnia 1935 był szefem Białomorsko-Bałtyckiego Kombinatu NKWD, od 7 października 1936 do 2 września 1937 naczelnikiem Białomorsko-Bałtyckiego Poprawczego Obozu Pracy NKWD, od 2 września 1937 do 5 lutego 1938 szefem Zarządu Hydrowęzła Solikamskiego, od 5 lutego do 28 sierpnia 1938 naczelnikiem Usolskiego Poprawczego Obozu Pracy NKWD, a od 28 sierpnia 1938 do 4 kwietnia 1939 naczelnikiem Ust´-Borowskiego Poprawczego Obozu Pracy NKWD. 4 kwietnia 1939 został aresztowany, 3 grudnia 1939 skazany na śmierć przez Wojskowe Kolegium Sądu Najwyższego ZSRR pod zarzutem szpiegostwa i udziału w kontrrewolucyjnej organizacji i następnie rozstrzelany. 18 kwietnia 1957 został pośmiertnie zrehabilitowany.